# Platysenta centralis
Platysenta centralis är en fjärilsart som beskrevs av Walker 1857. Platysenta centralis ingår i släktet Platysenta och familjen nattflyn. Inga underarter finns listade i Catalogue of Life.